# District de Shaoling
Le district de Shaoling (召陵区 ; pinyin : Shàolíng Qū) est une subdivision administrative de la province du Henan en Chine. Il est placé sous la juridiction de la ville-préfecture de Luohe.